# Annie Esmond
Annie Esmond (Surrey, Inglaterra, 27 de setembro de 1873 – 4 de janeiro de 1945) foi uma atriz britânica durante a era do cinema mudo.

## Filmografia selecionada
- Dawn (1917)
- The Right Element (1919)
- Damaged Goods (1919)
- Possession (1919)
- Unmarried (1920)
- Kipps (1921)
- Mr. Pim Passes By (1921)
- The Yellow Claw (1921)
- Thunder in the City (1937)
- Bulldog Drummond at Bay (1937)
- His Lordship Regrets (1938)
- Save a Little Sunshine (1938)
- Cottage to Let (1941)
- Let the People Sing (1942)
- Dear Octopus (1943)